# فرانسواز باري سينوسي
فرانسواز باري-سينوسي (بالفرنسية:Françoise Barré-Sinoussi)، ولدت عام 1947، عالمة فرنسية في مجال علم الفيروسات، وهي مديرة قسم عدوى الفيروسات القهقرية في مؤسسة باستور ، حائزة على جائزة نوبل في الطب لعام 2008 مع العالم الفرنسي لوك مونتانييه لاكتشافهما فيروس نقص المناعة المكتسب (HIV) المسبب لـفيروس الأيدز.

## المراحل الأولى من حياتها
اهتمت باري سينوسي بالعلوم في سن صغير جدًا. وخلال عطلاتها عندما كانت طفلة، كانت تقضي ساعات في تحليل الحشرات والحيوانات، وتقارن سلوكها محاولة إيجاد أجوبة، مثلًا عن اختلاف سرعة الجري بينها. بعد وقت قصير، أدركت باري سينوسي أنها كانت موهوبة جدًا في العلوم مقارنةً مع ما تأخذه في دروس العلوم الإنسانية. عبرت عن اهتمامها لوالديها برغبتها بالالتحاق بالجامعة لدراسة العلوم لتصبح باحثة. أقرت باري سينوسي أنها كانت أكثر اهتمامًا بأن تصبح طبيبة، لكنها في ذات الوقت امتلكت انطباعًا خاطئًا بأن دراسة الطب أكثر تكلفةً وتستغرق وقتًا أطول من طريق العلوم. بعد سنتين من الدراسة في الجامعة، سعت باري سينوسي لإيجاد عمل بوقت جزئي في مختبر لتتأكد أنها اتخذت القرار الصحيح بشأن مسيرتها.
بعد مضي سنة تقريبًا من البحث عن عمل مخبري، قُبلت أخيرًا للعمل في معهد باستور، وأصبح عملها الجزئي خلال وقت قصير عملًا بدوام كامل، وأصبحت تقصد الجامعة لتقديم الامتحانات فقط. كان عليها الاعتماد على ملاحظات زملائها لأنها لم تكن تحضر الصفوف بشكل منتظم. ورغم هذا كانت باري سينوسي في الحقيقة تنال علامات أعلى في امتحاناتها مقارنة بعلاماتها السابقة، لأنها أخيرًا وجدت الحافز عندما أدركت أن مسيرتها المهنية في العلوم كانت الشيء الذي أرادت فعله.

## العمل الأكاديمي

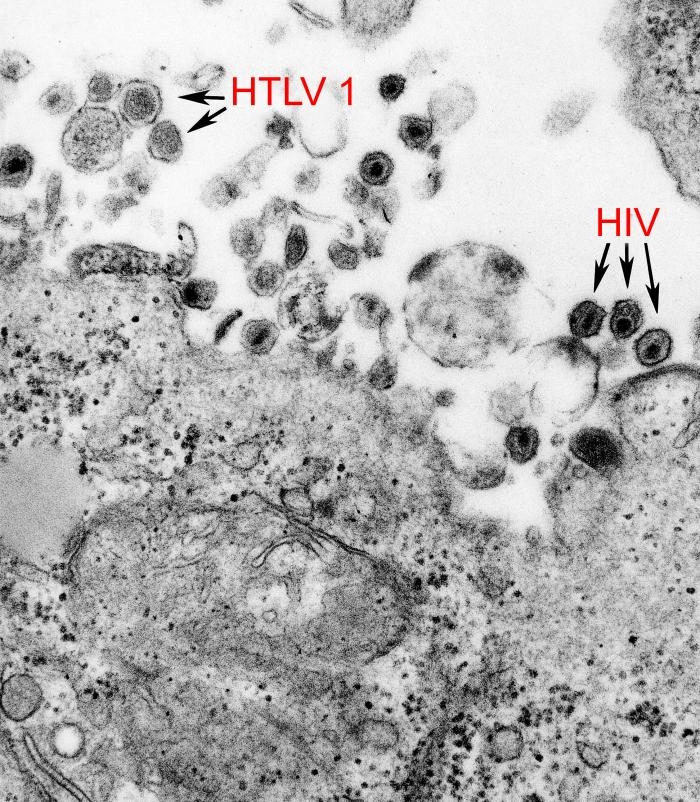
الفيروس اللمفاوي التائي البشري من النوع 1 (HTLV-1)، وفيروس نقص المناعة البشرية (HIV)

انضمت باري-سينوسي لمعهد باستور في أوائل السبعينيات، وحصلت على شهادة الدكتوراه عام 1975 وانضمت للمؤسسة الأمريكية الوطنية للصحة قبل أن تعود مجددًا إلى معهد باستور. تركزت أبحاث باري-سينوسي على مجموعة محددة من الفيروسات والتي تدعى الفيروسات القهقرية. خلال تفشي وباء الإيدز في الثمانينيات، صُدم العلماء بعدم معرفتهم العامل المسبب لهذه الفاشية، قادها علمها في هذا المجال لاكتشاف فيروس نقص المناعة البشري عام 1983. أظهر هذا الاكتشاف الحاجة الضرورية لإجراء الفحوصات التشخيصية التي تساعد على التحكم بانتشار المرض. أنشأت باري-سينوسي مختبرها الخاص في معهد باستور عام 1988.
من بين المساهمات البحثية الأخيرة التي قامت بها باري سينوسي، كانت هناك دراسات متنوعة حول الاستجابة المناعية المتكيفة مع العدوى الفيروسية، ودور الدفاعات المناعية الفطرية في التحكم بعدوى فيروس HIV ومرض الإيدز، ودراسة حول العوامل المتعلقة بانتقال فيروس نقص المناعة البشرية من الأم إلى ابنها، والخصائص التي تسمح لنسبة صغيرة من الأفراد المصابين بفيروس الإيدز، المعروفين بالكابتين أو المتحكمين المميزين، بالحد من تنسخ فيروس HIV دون استخدام الأدوية المضادة للفيروسات. ساعدت باري سينوسي بتأليف ما يزيد عن 240 منشورًا علميًا، وشاركت في أكثر من 250 مؤتمرًا دوليًا، ودربت العديد من الباحثين الشباب.
ساهمت باري سينوسي بشكل فعال في العديد من المجموعات واللجان العلمية في معهد باستور بالإضافة إلى منظمات أخرى مهتمة بمرض الإيدز، كالوكالة الوطنية لأبحاث الإيدز في فرنسا. كان لها أيضًا مساهمتها على المستوى الدولي، إذ عُينت مستشارة في منظمة الصحة العالمية وبرنامج الأمم المتحدة الموجه نحو الإيدز وفيروس نقص المناعة البشرية UNAIDS.
منذ الثمانينيات، بدأت باري سينوسي التعاون مع البلدان النامية، وأدارت شبكات متعددة الاختصاصات بكل تفانٍ. في عام 2016، قامت بمقابلة إعلامية مع مجلة سندي أوبسيرفر وبينت كيفية تعامل دولة جمايكا مع فيروس عوز المناعة البشري. تعمل باري سينوسي باستمرار على تأسيس روابط دائمة بين الأبحاث الأساسية والأبحاث السريرية بهدف تحقيق تحسينات ملموسة في مجالات الوقاية والعناية السريرية والعلاج. تعتقد البروفيسورة باري سينوسي أن العلماء يتقدمون بثبات في تطوير العلاجات المضادة للفيروسات القهقرية التي يوصلها برنامج الأمم المتحدة UNAIDS إلى 17 مليون شخص حول العالم يتعايشون مع مرض الإيدز، لكن إيجاد علاج أو علاجات شافية سيستغرق وقتًا، واستقصاءً مستمرًا عن طريق إجراء الأبحاث.
بصفتها رئيسًا مشاركًا في الجمعية الدولية الحادية والعشرين للإيدز (IAS) صرحت بأن هدف أبحاث HIV ذات الأولوية والأهمية القصوى هو إيجاد إستراتيجية علاج شافية لهذا الفيروس. علاوةً على ذلك، رغم أن إجراء الأبحاث للوصول إلى هذا العلاج ما تزال في مراحلها البدئية، هناك تقدم ملحوظ باتجاه إيجاد العلاج الشافي لفيروس نقص المناعة البشري. في عام 2009، كتبت باري سينوسي رسالة مفتوحة للبابا بينيديكت السادس عشر احتجاجًا على تصريحاته بأن الواقيات الذكرية غير فعالة في مواجهة أزمة الإيدز.
في يوليو من عام 2012، أصبحت باري سينوسي رئيسة الجمعية الدولية للإيدز.

### الطريق إلى اكتشاف فيروس نقص المناعة المكتسب
عندما بدأت فرانسواز باري سينوسي العمل على الفيروسات القهقرية في معهد باستور، كانت هناك برامج كبرى في الولايات المتحدة تعمل على إيجاد الترابط بين السرطان والفيروسات القهقرية، ولذلك قررت أن تدرس الرابط بين الفيروسات القهقرية وابيضاض الدم عند الفئران.
بعد ظهور المرض الجديد (لم يكن قد أخذ بعد اسمه الحالي «الإيدز»)، قدمت مجموعة من الأطباء الفرنسيين إلى معهد باستور ليطرحوا سؤالًا بسيطًا: هل يحدث هذا المرض الجديد بسبب فيروس قهقري؟ وبعد الكثير من النقاش مع زملاء آخرين، بما فيهم عالم الفيروسات لوك مونتانييه، استنتجوا أن العامل المسبب لهذا المرض قد يكون فيروسًا قهقريًا مختلفًا عن فيروس خلايا T اللمفاوي البشري HTLV، الفيروس القهقري الوحيد الذي كان معروفًا في ذلك الوقت، وهذا بسبب اختلاف الخصائص التعريفية المميزة له.
في أوائل الثمانينيات، أصبحت باري سينوسي خبيرة بالتقنيات المحددة لنشاط إنزيم الانتساخ العكسي. عند وجود نشاط لهذا الإنزيم، يؤكد هذا على أن الفيروس المدروس هو فيروس قهقري.
في شهر ديسمبر من عام 1982، انطلقت أبحاث كثيفة واقترحت المشاهدات السريرية أن المرض يهاجم الخلايا المناعية لأن الخلايا التي تحمل مستقبلات CD4 تُستنزف بشكل ملحوظ. ولكن استنزاف الخلايا اللمفاوية التي تحمل CD4 جعل من الصعب عزل الفيروس عند المرضى المصابين بالمرض الذي عُرف لاحقًا باسم الإيدز.
بسبب صعوبة عزل خلية مصابة بالفيروس في المراحل الأخيرة من تطور المرض، قررت باري سينوسي وزملاؤها الاستعانة بخزعة عقدة لمفاوية من مريض مصاب باعتلال عقد لمفاوية معمم. كان الاعتلال اللمفاوي المعمم عرضًا شائعًا عند المصابين في المراحل المبكرة من تطور المرض.
في الأسبوع الثاني من فحص مزارع الخلايا المأخوذة من الخزعة بحثًا عن إنزيم الانتساخ العكوس، كُشف نشاط إنزيمي ازداد خلال فترة قصيرة ثم تناقص بشكل سريع بعد بدء الخلايا التائية اللمفاوية المزروعة بالموت. قررت باري سينوسي وزملاؤها إضافة خلايا لمفاوية من دم متبرع بهدف الحفاظ على المزرعة الخلوية، وثبت نجاح هذه العملية بعد انتقال الفيروس إلى الخلايا اللمفاوية الجديدة من دم المتبرع وكشف نشاط واضح لإنزيم الانتساخ العكوس مرة أخرى.
في هذه المرحلة، دُعي الفيروس باسم «إل إيه في» اختصارًا لـ «الفيروس المترافق مع اعتلال العقد اللمفاوية»، والذي دُعي لاحقًا باسم فيروس نقص المناعة البشرية «إتش آي في».
سجل عام 1983 انطلاق مسيرة باري سينوسي المهنية في الأبحاث المتعلقة بفيروس «إتش آي في» التي استمرت حتى تقاعدها. كان عام 1983 أيضًا العام الذي تبين فيه أن فيروس «إتش آي في» لم يستهدف فقط ما يدعى بالـ «فور إتشز 4Hs» وهي اختصار لمثليي الجنس، المصابين بالناعور، سكان هاييتي، ومدمني الهيروين، بل كان يستهدف مغايري الجنس أيضًا؛ ما رفع كثيرًا من احتمال أن يكون الداء المرتبط بهذا الفيروس (الإيدز) وبائيًّا.

## أدوارها القيادية
استمرت فرانسواز باري سينوسي في عملها ضمن معهد باستور إذ عُينت رئيسة وحدة البيولوجيا والفيروسات القهقرية عام 1992. أُعيد تجديد وحدة البيولوجيا والفيروسات القهقرية عام 2005 وتغير اسمها إلى وحدة ضبط أخماج الفيروسات القهقرية. حاليًا، تجري الوحدة بحثًا عن لقاح مضاد لفيروس HIV وعلاقته بالوقاية من مرض الإيدز.
تضمنت مسيرة باري سينوسي أيضًا تكاملًا مع البلدان محدودة الموارد، مثل فيتنام وجمهورية أفريقيا الوسطى. كانت تجاربها في العمل ضمن الأمم النامية مع منظمة الصحة العالمية تصقل بصيرتها وتحثها على الاستمرار في التعاون العلمي مع العديد من البلدان الأفريقية والآسيوية. نتج عن هذا التعاون تعزيز العديد من التبادلات وورشات العمل بين العلماء الشباب من البلدان محدودة الموارد والباحثين في باريس.
اختيرت فرانسوا باري سينوسي لتنضم إلى مجلس إدارة الجمعية الدولية للإيدز عام 2006 وعملت بصفتها رئيسة الجمعية بين عامي 2012 و 2016.
عملت باري سينوسي في اللجنة الاستشارية للمؤتمر التاسع الذي أقامته الجمعية الدولية للإيدز والذي ناقش العلوم المتعلقة بفيروس HIV، أجري هذا المؤتمر في شهر يونيو عام 2017.
تعمل باري سينوسي الآن بصفتها رئيسة مساعدة في المنظمة الدولية للإيدز، موجهة جهودها نحو مبادرة العلاج الشافي لفيروس نقص المناعة البشري.

## روابط خارجية
- فرانسواز باري سينوسي على موقع الموسوعة البريطانية (الإنجليزية)
- فرانسواز باري سينوسي على موقع مونزينجر (الألمانية)
- فرانسواز باري سينوسي على موقع إن إن دي بي (الإنجليزية)